# Demetrida
Genre
Demetrida est un genre de coléoptères de la famille des Carabidae.

## Liste des espèces
- Demetrida angulata Darlington, 1968
- Demetrida angusticollis (Macleay, 1864)
- Demetrida angustula (Chaudoir, 1872)
- Demetrida apicalis (Sloane, 1917)
- Demetrida brachinodera (Chaudoir, 1852)
- Demetrida carteri (Sloane, 1923)
- Demetrida chaudoiri (Macleay, 1871)
- Demetrida concinna (Blackburn, 1901)
- Demetrida constricticeps (Sloane, 1898)
- Demetrida cylindricollis (Blackburn, 1901)
- Demetrida demarzi (Straneo, 1960)
- Demetrida doddi (Sloane, 1917)
- Demetrida dorsalis (Sloane, 1917)
- Demetrida elongata (Sloane, 1898)
- Demetrida fasciata (Sloane, 1915)
- Demetrida filiformis (Blackburn, 1893)
- Demetrida grandis (Chaudoir, 1848)
- Demetrida infuscata (Chaudoir, 1872)
- Demetrida lineata (Dejean, 1831)
- Demetrida lineolata (Chaudoir, 1872)
- Demetrida longicollis (Macleay, 1864)
- Demetrida loweri (Blackburn, 1890)
- Demetrida marginipennis (Sloane, 1917)
- Demetrida metallica Moore, 1967
- Demetrida nigricincta (Sloane, 1910)
- Demetrida parallela (Chaudoir, 1872)
- Demetrida picipennis (Chaudoir, 1872)
- Demetrida pilosula (Chaudoir, 1872)
- Demetrida quadricollis (Sloane, 1917)
- Demetrida satelles (Blackburn, 1893)
- Demetrida setosa (Sloane, 1920)
- Demetrida suturata (Newman, 1842)
- Demetrida trivittata (Sloane, 1923)
- Demetrida tweedensis (Blackburn, 1892)
- Demetrida variabilis (Macleay, 1888)
- Demetrida variolosa Moore, 1967
- Demetrida villosa Baehr, 1998
- Demetrida vittata (Dejean, 1831)
- Demetrida wilsoni (Sloane, 1923)